# PostScript
PostScript（ポストスクリプト）は、アドビが開発している、1984年に発表したページ記述言語。
スタック指向型のプログラミング言語で、様々な計算・処理と共に描画命令を実行することができる。事前にデータをスタックに格納し、後の命令がデータを処理するというモデルで実行される。そのために記述法が逆ポーランド記法で一貫しており、名前は「追伸」の英語「post script」に後置記法といった意味を掛けている。

## バージョン
- 1985年 - PostScript Level 1。初期バージョン。
- 1990年 - PostScript Level 2。日本語やカラー化対応。
- 1996年 - PostScript 3。PDF形式への対応。（Level 3は正式名称ではない）

## 概要
PostScriptは1985年にApple Computerのレーザープリンター、LaserWriterに採用された。モトローラ68000プロセッサと1.5メガバイトのRAMを搭載したこのプリンターは、プリンターでありながら当時のパーソナルコンピュータと同等の計算能力を持ち、それ自身が PostScript インタプリタを実行してページを生成した。同じ年、ライノタイプによりPostScriptを採用したイメージセッタが発表された。
当時はコンピュータとプリンター間の通信速度の遅さが、印刷物の品質向上のネックになっていた。しかし、プリンター自身に高い計算能力を持たせて、プログラミング言語を実行するという大胆な発想により、一気に問題は解決された。PostScript以前は、伝統的な手法より品質が劣るとされてきた電子印刷が、一気に商業印刷のレベルでも使われるようになり、今日では当たり前になっているDTPが普及するきっかけとなった。
後に印刷以外の用途でも使われ、ワークステーションである「NeXT」は、描画エンジンとしてDisplay PostScriptを採用していた。
今日では、パーソナルコンピュータの性能が上がると同時に、コンピュータ・プリンター間の接続速度が向上したため、個人レベルでパーソナルコンピュータにPostScriptインタプリタを搭載し、生成されたイメージをプリンターに送るということも行われる。

## 実装
ほとんどは、レーザープリンターに実装されている。「PSプリンター」と呼ばれ、PDFベースとなったMac OS Xより前のMacintoshの標準的プリンターであり、Windowsでも利用されることがあるが、アドビへのライセンス料が高額なためか、価格が数十万 - 百万円以上と一般のレーザープリンターに比べ高価で、専らDTP用途に限られている。
ソフトウェアによる実装では、アドビからライセンスを受けたラスターイメージプロセッサ (RIP) がエプソンなどいくつかのメーカーから自社製プリンターのために販売されていたが、PSプリンターの価格低下もあり、あまり普及していない。なお互換自由ソフトウェアとしてGhostscriptがある。

## サンプルプログラム
以下の内容をPostScriptプリンターに送信すると、文字列「Hello World!」が印刷される。
```
 
/font
 
/Courier
 
findfont
 
24
 
scalefont
 
def

 
font
 
setfont

 
100
 
100
 
moveto

 
(Hello World!)
 
show

 
showpage

```

以下の内容をPostScriptプリンターに送信すると、長方形と文字列が印刷される。また、テキストファイルとして保存し、Adobe Illustratorなどで開くこともできる。
```
 
%!

 
% macro (draw rectangle) ; usage: left top width height RRECT

 
/RRECT
 
{
 
newpath
 
4
 
copy
 
pop
 
pop
 
moveto
 
dup
 
0
 
exch
 
rlineto
 
exch
 
0
 
rlineto
 
neg
 
0
 
exch
 
rlineto
 
closepath
 
pop
 
pop
 
}
 
def

 

 
100
 
100
 
100
 
150
 
RRECT

 
.5
 
setgray

 
fill

 

 
100
 
300
 
moveto

 
/Helvetica
 
findfont

 
12
 
scalefont

 
setfont

 
.5
 
0
 
.5
 
0
 
setcmykcolor

 
(test string)
 
show

 

 
showpage

```